# لاریسا مناتساکانیان
لاریسا هراندی مناتساکانیان (ارمنی: Լարիսա Հրանտի Մնացականյան؛ انگلیسی: Larisa Mnatsakanyan زادهٔ ۵ سپتامبر ۱۹۳۷ - درگذشته ۷ ژانویهٔ ۲۰۱۸) منتقد ادبی و استاد اهل ارمنستان بود.

## زندگی‌نامه
وی در ۵ سپتامبر ۱۹۳۷ در کیروواکان به دنیا آمد و از دانشکده فلسفه دانشگاه دولتی ایروان (۱۹۶۰) فارغ‌التحصیل گشت. وی در انستیتو ادبی (۱۹۶۱-۱۹۶۳)، یروانی هاماساران (۱۹۶۶–۱۹۷۰) و دانشگاه دولتی ایروان (۲۰۱۶–۱۹۷۱) فعالیت کرده است.  وی در ۷ ژانویه ۲۰۱۸ در سن ۸۰ سالگی در وانادزور درگذشت.

## یادداشت
1. ↑  համալսարանի դասախոս
2. ↑  գրականագետ
3. ↑  բանասիրական գիտությունների դոկտոր
4. ↑  հայ բանասիրության ֆակուլտետ
5. ↑  Institute of Literature of National Academy of Sciences of Armenia